# Дореилтон
Дореилтон Гомеш Насименто или Дори (порт.-браз. Dorielton Gomes Nascimento; 7 марта 1990, Вила-Велья, Бразилия) — бразильский футболист, нападающий клуба «Нэй Мэнгу Чжунъю».

## Биография
Дори начинал карьеру в молодёжном составе «Флуминенсе». В январе 2011 года был отдан в аренду клубу китайской Суперлиги «Чанчунь Ятай».
В июне 2012 года был отдан в аренду в другой китайский клуб «Гуандун Жичжицюань».
В феврале 2014 года на правах аренды перешёл в клуб «Харбин Итэн».